# Hikaru Sato
Hiroaki Sato (佐藤 弘明, Satō Hiroaki), né le 8 juillet 1980 à Okayama, est un catcheur japonais, qui travaille actuellement à la All Japan Pro Wrestling.

## Carrière

### Carrière de catcheur professionnel
Le 25 août, il perd contre Yoshinobu Kanemaru et ne remporte pas le AJPW World Junior Heavyweight Championship,,,.
Le 14 mars 2015, il perd contre Kenso et ne remporte pas le Gaora TV Championship.
Le 19 juin, il bat Atsushi Aoki et remporte le AJPW World Junior Heavyweight Championship.

## Palmarès
- All Japan Pro Wrestling
  - 2 fois AJPW All Asia Tag Team Champion avec Hiroshi Yamato (1), et Atsushi Aoki (1)
  - 2 fois AJPW World Junior Heavyweight Championship
  - Jr. Tag Battle of Glory (2014, 2015, 2016) avec Atsushi Aoki

- Dramatic Dream Team
  - 1 fois DDT Jiyugaoka Six-Person Tag Team Championship avec Michael Nakazawa et Tomomitsu Matsunaga
  - 1 fois DDT Nihonkai Six-Man Tag Team Championship avec Michael Nakazawa et Tomomitsu Matsunaga
  - 2 fois Ironman Heavymetalweight Championship
  - 1 fois KO-D Openweight Championship
  - 1 fois KO-D Tag Team Championship avec Yukio Sakaguchi
  - 3 fois UWA World Trios Championship avec Danshoku Dino et Masa Takanashi, Keisuke Ishii et Yoshihiko (1), et Michael Nakazawa et Tomomitsu Matsunaga (1)
  - 1 fois World Sato Championship[8]
  - DDT48 (2011)

- Tokyo Gurentai
  - 2 fois Tokyo Intercontinental Tag Team Championship avec Masaaki Mochizuki (1) et Ryo Kawamura (1)

## Récompenses des magazines
- Pro Wrestling Illustrated

| Année | 2016 | 2017 | 2018 à 2023 | 2024 |
| ----- | ---- | ---- | ----------- | ---- |
| Rang  | 184  | 302  | Non classé  | 305  |